# 龙门山齿蟾
龙门山齿蟾（学名：Oreolalax longmenmontis），一种于中国四川省彭州市白水河国家级自然保护区发现的两栖动物，隶属于角蟾科齿蟾属。其种加词“longmenmontis”意为“龙门山的”。

## 鉴别特征
根据其分子系统发育位置和以下形态特征，将龙门山齿蟾归入齿蟾属：上颌齿明显；背部粗糙，散有大疣，疣粒部位有黑圆斑；瞳孔垂直；舌呈卵圆形，后端有缺刻；股后腺突出；繁殖季节雄性具有胸腺和腋腺；繁殖季节雄性的内侧两指有黑色的婚刺。龙门山齿蟾具有以下特征可以与齿蟾属其他物种区分：体型中等，雄性体长51.2～64.2毫米；头部宽；鼓膜隐蔽；眶间有呈暗三角形大斑；腹部有大理石花纹；雄性唇缘无刺；雄性胸部刺团小、厚，间距宽；婚刺粗而稀疏；后肢前伸贴体时胫跗关节超鼻孔；趾基部具蹼迹。

## 保护
本种于2023年被收录入《有重要生态、科学、社会价值的陆生野生动物名录》。